# Coppa del Re 2013 (hockey su pista)
La Coppa del Re 2013 è stata la 70ª edizione della principale coppa nazionale spagnola di hockey su pista. La competizione ha avuto luogo con la formula della final eight dal 28 febbraio al 3 marzo 2013 presso il Palacio de los Deportes di Oviedo.
Il trofeo è stato conquistato dal Vendrell per la prima volta nella sua storia superando in finale il Reus Deportiu.

## Squadre partecipanti
Le squadre qualificate sono le prime otto classificate al termine del girone di andata dell'OK Liga 2012-2013.
| Club            | Qualificazione                             |
| --------------- | ------------------------------------------ |
| Barcellona      | 1º posto nel girone di andata dell'Ok Liga |
| Liceo La Coruña | 2º posto nel girone di andata dell'Ok Liga |
| Reus Deportiu   | 3º posto nel girone di andata dell'Ok Liga |
| Vendrell        | 4º posto nel girone di andata dell'Ok Liga |
| Vilanova        | 5º posto nel girone di andata dell'Ok Liga |
| Vic             | 6º posto nel girone di andata dell'Ok Liga |
| Lleida          | 7º posto nel girone di andata dell'Ok Liga |
| Igualada        | 8º posto nel girone di andata dell'Ok Liga |

## Risultati

### Quarti di finale
| Squadra 1        | Risultato | Squadra 2 |
| ---------------- | --------- | --------- |
| 28 febbraio 2013 |           |           |
| Reus Deportiu    | 5 - 3     | Vic       |
| Liceo La Coruña  | 7 - 3     | Lleida    |
| 1º marzo 2013    |           |           |
| Vendrell         | 3 - 2     | Vilanova  |
| Barcellona       | 7 - 1     | Igualada  |

### Semifinali
| Squadra 1     | Risultato       | Squadra 2       |
| ------------- | --------------- | --------------- |
| 2 marzo 2013  |                 |                 |
| Vendrell      | 7 - 3           | Barcellona      |
| Reus Deportiu | 2 - 2 (1-0 dtr) | Liceo La Coruña |

### Finale
| Oviedo 3 marzo 2013 | Reus Deportiu | 3 – 4 | Vendrell |  |